# Peter Piot

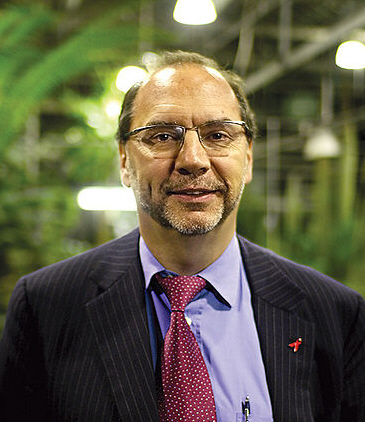
Peter Piot (2006)

Sir Peter Piot, Baron Piot (* 17. Februar 1949 in Löwen, Belgien) ist ein belgisch-britischer Arzt und Mikrobiologe. Er war bis Ende 2008 Untergeneralsekretär der Vereinten Nationen und geschäftsführender Direktor der Organisation UNAIDS.

## Leben
Piot erlangte 1974 den medizinischen Doktorgrad an der Universität Gent und war 1976 Mit-Entdecker des Ebolavirus in Zaire. 1978/79 war er leitender Wissenschaftler für Infektionskrankheiten an der University of Washington in Seattle. 1980 graduierte er zum Doktor der Mikrobiologie an der Universität Antwerpen und war dort anschließend bis 1992 Chef der Abteilung für Infektionen und Immunität am Institut für Tropenmedizin.
In den 1980er-Jahren startete und erweiterte er verschiedene gemeinschaftliche Projekte gegen AIDS in den afrikanischen Ländern Burundi, Elfenbeinküste, Kenia und Tansania sowie das Projekt SIDA in Kinshasa/Zaire, welches das erste internationale HIV/AIDS-Projekt in Entwicklungsländern war.
1986/87 war er außerordentlicher Professor an der University of Nairobi und von 1988 bis 1992 ebenfalls außerordentlicher Professor für öffentliche Gesundheit an der Freien Universität Brüssel.
Von 1991 bis 1994 war Piot Präsident der International AIDS Society (IAS). 1992 wurde er stellvertretender Direktor des Globalen Programms gegen AIDS (englisch: Global Programme on AIDS) der Weltgesundheitsorganisation (WHO).
Am 12. Dezember 1994 wurde er zum Untergeneralsekretär der UNO und zum ersten geschäftsführenden Direktor des Joint United Nations Programme on HIV/AIDS (UNAIDS) berufen. Aus diesem Amt schied Piot am 31. Dezember 2008 aus, als Nachfolger wurde Michel Sidibé berufen.
Peter Piot tritt 2009 dem Programm "Global Health" der Bill & Melinda Gates Foundation als Senior Fellow bei.
Im Jahr 2010 wurde er Direktor der London School of Hygiene and Tropical Medicine in Bloomsbury, London.
1995 wurde Piot von König Albert II. von Belgien mit dem Titel "Baron" in den Adelsstand erhoben. Er ist Mitglied des medizinischen Institutes der National Academy of Science der Vereinigten Staaten, der Royal Academy of Medicine in Belgien und des Royal College of Physicians in London.
"Professor Piot war seit Beginn der Corona-Pandemie der Berater der Präsidentin der EU-Kommission von der Leyen. ... Darüber hinaus kennt er bei globalen Gesundheitsthemen alle relevanten Stakeholder – die meisten persönlich. Sein Netzwerk von Wissenschaftlern bis hin zu Politikern, von den Chefs großer Pharmakonzerne bis hin zu führenden NGO-Aktivisten sucht seinesgleichen. Das macht seine Ratschläge für die Politik besonders wertvoll".
Peter Piot ist seit Juni 2015 Mitglied des Stiftungsrats der Novartis Stiftung.
Peter Piot ist Autor von 15 Büchern und über 500 wissenschaftlichen Artikeln. Er erhielt zahlreiche Auszeichnungen für wissenschaftliche und soziale Errungenschaften, darunter 2013 den Prinz-Mahidol-Preis und 2015 sowohl den Canada Gairdner Global Health Award als auch die Robert-Koch-Medaille und den Prix International de l’INSERM. Am 8. Oktober 2014 wurde ein Asteroid nach ihm benannt: (19175) Peterpiot. 2018 wurde er zum Mitglied der Nationalen Akademie der Wissenschaften Leopoldina gewählt. Des Weiteren wurde ihm 2015 der britische Orden Knight Commander des Order of St. Michael and St. George, 2018 der große Orden der Aufgehenden Sonne am Band verliehen.